# Юніон (Нью-Гемпшир)
Юніон (англ. Union) — переписна місцевість (CDP) в США, в окрузі Керролл штату Нью-Гемпшир. Населення — 196 осіб (2020).

## Географія
Юніон розташований за координатами 43°29′29″ пн. ш. 71°1′24″ зх. д. / 43.49139° пн. ш. 71.02333° зх. д. (43.491260, -71.023245).  За даними Бюро перепису населення США в 2010 році переписна місцевість мала площу 0,82 км², уся площа — суходіл.

## Демографія
Згідно з переписом 2010 року, у переписній місцевості мешкали 204 особи в 84 домогосподарствах у складі 56 родин. Густота населення становила 249 осіб/км².  Було 93 помешкання (113/км²).
Расовий склад населення:
| - 98,5 % — білих - 0,5 % — корінних американців - 1,0 % — осіб інших рас |

До двох чи більше рас належало 0,0 %. Частка іспаномовних становила 1,0 % від усіх жителів.
За віковим діапазоном населення розподілялося таким чином: 16,7 % — особи молодші 18 років, 66,6 % — особи у віці 18—64 років, 16,7 % — особи у віці 65 років та старші. Медіана віку мешканця становила 48,4 року. На 100 осіб жіночої статі у переписній місцевості припадало 98,1 чоловіків;  на 100 жінок у віці від 18 років та старших — 104,8 чоловіків також старших 18 років.
За межею бідності перебувало 17,4 % осіб, у тому числі 0,0 % дітей у віці до 18 років та 0,0 % осіб у віці 65 років та старших.
Цивільне працевлаштоване населення становило 85 осіб. Основні галузі зайнятості: науковці, спеціалісти, менеджери — 23,5 %, виробництво — 21,2 %, мистецтво, розваги та відпочинок — 11,8 %, освіта, охорона здоров'я та соціальна допомога — 11,8 %.